# Castelo de Meclemburgo

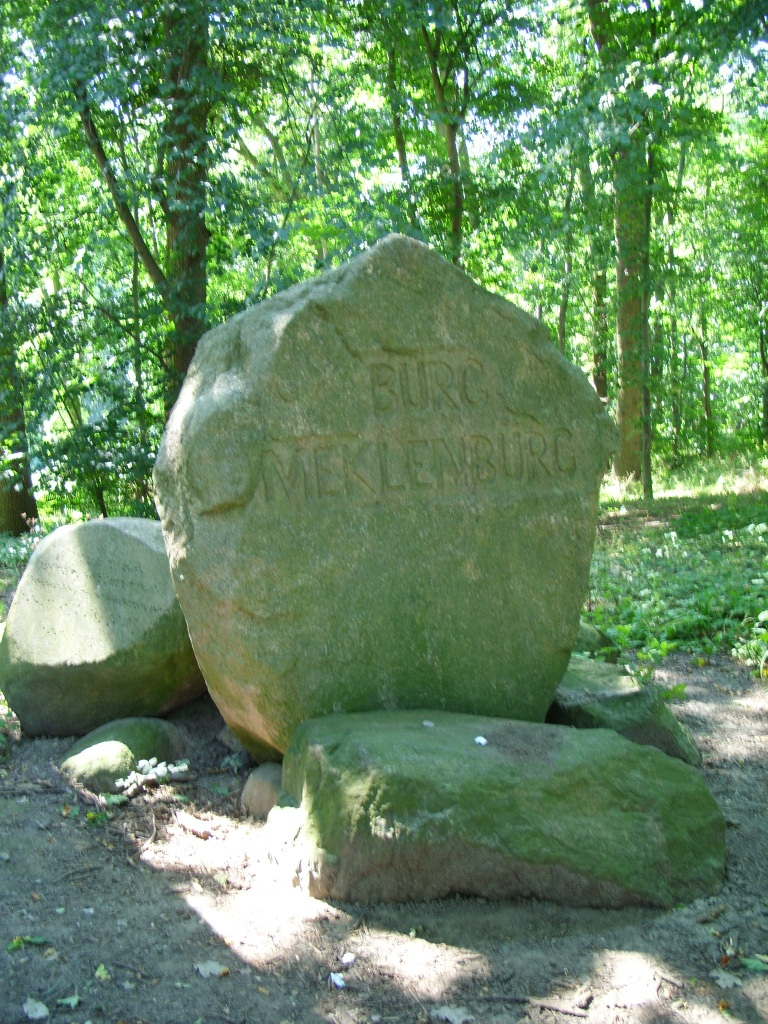
Memorial do Castelo de Meclemburgo, em Dorf Mecklenburg, Alemanha.

O Castelo de Meclemburgo foi um castelo medieval na Alemanha, capital residencial das dinastias de Nakon e Nikot, dos obotritas. Localizava-se ao sul da atual vila de Dorf Mecklenburg, a sete quilômetros ao sul da baía de Wismar, em Meclemburgo-Pomerânia Ocidental. Os únicos restos das ruínas do castelo são partes de uma parede de terra. Alguns estudiosos associaram Meclemburgo com o centro comercial medieval de Reric.

## Etimologia
O mercador viajante andaluz Ibraim ibne Iacube descreveu Meclemburgo como o "Castelo de Nakon" em 965. Em 995 foi documentado como Michelenburg ou Mikelenburg, uma tradução alemã do provável nome polábio (eslavo) Veligrad ("grande castelo"). Em latim era conhecida como Magnopolis. O nome do ducado posterior e da região atual de Meclemburgo vêm do nome do castelo.

## História
Escavações indicaram que o primeiro castelo de Meclemburgo foi construído no século VII ou VIII, numa baixa situada na ponta de uma península que avançava sobre um lago. Possivelmente consistisse da residência obotrita de Reric, destruída em 808. Caso fosse mesmo associada com Reric, os mercadores estariam no castelo já no início do século VIII. Um significante fluxo comercial teria se desenvolvido no século X; diversos artefatos de prata foram encontrados na vizinhança das ruínas.
O castelo de Meclemburgo se tornou a sede dos príncipes obotritas até o fim do século X. Situava-se sobre uma das rotas de Hamburgo a Wolin, o que lhe conferia importância como centro político e econômico. O poderoso príncipe obotrita residia ali por volta de 965.
O castelo floresceu como residência do príncipe cristão Gottschalk, que governou de 1043 a 1066, e como sede do bispo irlandês João de Meclemburgo; o castelo continha igrejas e três mosteiros. durante uma rebelião pagã no ano de 1066, Gottschalk foi morto e sua família teve de fugir do castelo; a cabeça do bispo João foi exibida no centro pagão de Rethra.
Henrique, um dos filhos de Gottschalk, vingou a morte de seu pai matando o usurpador pagão, Kruto, em 1093. Henrique escolheu como sua residência, no entanto, a localidade de Liubice, próxima à fronteira com os vagros e os polábios, em vez do castelo de Meclemburgo, que se situava bem no meio do território obotrita. O castelo também começou a perder sua importância à medida que o Reino da Alemanha começou sua expansão para o leste.
Como parte das metas de expansão do duque Henrique, o Leão, da Saxônia, o arcebispo de Bremen colocou um bispo de nome Emeardo (Emmehard) em Meclemburgo, em 1149, já que o bispado estava vago desde 1066. Em 1160 rei Valdemar, o Grande da Dinamarca e Henrique, o Leão empreenderam uma campanha militar contra o príncipe obotrita Niklot, que havia incendiado os castelos de Ilow, Meclemburgo, Schwerin e Dobin para evitar ser aprisionado durante os cercos. Niklot acabou sendo morto em Werle durante a campanha, no entanto, e o território obotrita foi dividido entre ministeriais saxões; o castelo de Meclemburgo passou para o conde Henrique de Schaten. O bispado de Meclemburgo foi substituído pelo bispado de Schwerin naquele mesmo ano.
O filho de Niklot, Pribislau, liderou uma rebelião eslava em 1163 contra Henrique, o Leão, e os ocupantes germânicos que ocupavam os castelos obotritas. Embora Pribislav tenha conseguido saquear Meclemburgo em 1164, sua rebelião acabou sendo derrotada na batalha de Verchen no fim do mesmo ano. Precisando de um aliado contra a nobreza saxã, três anos mais tarde, Henrique permitiu que Pribislau recebesse a herança de seu pai, e se tornasse finalmente príncipe de Meclemburgo, Kessin e Rostock.
Atividades comerciais foram documentadas em Meclemburgo em 1168, embora a maior parte deste comércio fosse destinado a Schwerin. Em 1265 o castelo foi demolido para fornecer material de construção para um palácio na cidade de Wismar; embora os príncipes de Schwerin tenham reconstruído o castelo de Meclemburgo em 1277 para usá-lo como ponto de partida de expedições militares, acabou sendo demolido novamente 45 anos mais tarde.
A vila atual de Meclemburgo se desenvolveu a partir de um povoado do século XIV próximo ao castelo. Após a remoção da maior parte dos restos, seu terreno passou a ser usado para a agricultura. Georg Christian Friedrich Lisch, em atividade de 1839 a 1841, foi o primeiro a examinar as ruínas. O que restou dos muros foi transformado num memorial em 1854 por Frederico Francisco II de Meclemburgo-Schwerin, enquanto a reflorestação com carvalhos foi iniciada dois anos mais tarde. De 1967 a 1971, o professor Donat da Akademie der Wissenschaften der DDR liderou as escavações numa seção de 52 metros do lado sul da muralha, numa área de 1.175 metros quadrados próxima às ruínas. O diâmetro da praça oval central tinha de 95 a 140 metros, enquanto as muralhas chegavam a 10 metros de altura. A rua “Am Burgwall” passa pelos restos ainda visíveis das muralhas do castelo; a área vem sendo usada como cemitério desde 1870.